# Ramciel

Ramciel (také psaný jako Ramshiel) je lokalita v Jižním Súdánu, kde má v příštích letech vyrůst nové hlavní město. Nalézá se v jeho samém geografickém středu, přibližně 100 kilometrů severně od stávající metropole Džuba. Leží na západním břehu Bílého Nilu.
Důvodem přesunu a výstavby nového centra jsou malé rozměry Džuby a nedostatek prostoru pro expanzi. Přesun by měl proběhnout přibližně za pět až osm let od osamostatnění, tedy mezi roky 2016 a 2019. Dalším důvodem pravděpodobně je lepší geografická poloha, neboť toto menší město se nalézá skoro ve středu nové země. V současnosti se zde nenacházejí žádné pevné budovy. Přesun hlavního města je kritizován pro svou finanční náročnost a chybějící infrastrukturu. Odpůrci plánu vlády dále argumentují tím, že by se tento mladý stát ležící ve vnitrozemí měl spíše soustředit na výstavbu nových silnic vedoucích do okolních států jako Keňa, Etiopie či Uganda.
Náklady na vybudování nové metropole byly odhadnuty na deset miliard amerických dolarů. Realizace byla opakovaně odložena kvůli nedostatku prostředků a politické nestabilitě v zemi. V roce 2017 uzavřel Jižní Súdán dohodu o financování projektu s Marokem. Jihosúdánský viceprezident Taban Deng Gai oznámil, že výstavba bude zahájena v roce 2023. O rok později však časopis Newsweek uvedl, že podle satelitních snímků Ramcielu dosud neexistují žádné známky stavební činnosti.